# Donald MacKinnon
Donald MacKinnon (1839–1914), né à Colonsay, une île des Hébrides intérieures écossaises, est un érudit celtique, le premier professeur élu de langues, littérature, histoire et antiquités celtiques à l'Université d'Édimbourg, chaire qu'il occupe à partir de 1882  jusqu'à l'année de sa mort en 1914. Il est particulièrement connu pour son édition et sa traduction du soi-disant manuscrit de Glenmasan, et a également catalogué les manuscrits de la collection de la bibliothèque des avocats.

## Éducation
Il s'inscrit au Sean Sgoil local (The Old School) et à l'âge de dix-huit ans, fréquente le Church of Scotland Training College. Il est greffier du programme éducatif de l'Église d'Écosse (1869). Poursuivant ses études à l'Université d'Édimbourg, il obtient le diplôme de maîtrise en 1870. Plus tard, il devient greffier et trésorier du conseil scolaire d'Édimbourg.

## Écrits
MacKinnon commence à publier des articles dans An Gaidheal (qui dure de 1871 à 1877), et ces articles portaient généralement sur le thème des proverbes ou de la poésie. Il contribue également au Mac Talla, un journal de langue gaélique publié de 1892 à 1904 au Cap-Breton, en Nouvelle-Écosse.
Plus tard, il écrit ses observations intitulées "Place Names and Personal Names in Argyll", dans The Scotsman, novembre-janvier 1888, en dix-huit épisodes.
Il édite, traduit et annote le Manuscrit de Glenmasan du XVe siècle (anciennement Adv. Lib. SP. LIII, maintenant National Library of Scotland Adv. MS.72.2.3), un codex important contenant une version romantique ultérieure de l'histoire de Deirdre en plus d'autres éléments.